# علي شاه شاك
علي شاه شاك هو حاكم كشمير وأبو يوسف شاه شاك، حكم من عام 1570 م حتى عام 1578 م، ينتمي إلى شعب الدرد، الذين سكنوا في منطقة غلغت - هنزه، وقاوموا بنجاح محاولات ظهير الدين بابر ونصير الدين همايون لضم كشمير. انتزع على شاه شاك العرش من حسن شاه شاك في عام 1570 م، وأصبح ملك كشمير الجديد. توفي في 1578 م ودفن في سريناغار ، كشمير. 